# Ribeira do Guadalupe
A Ribeira do Guadalupe é um curso de água português localizado na freguesia das Manadas, concelho da Velas, ilha de São Jorge, arquipélago dos Açores.
Este curso de água tem origem a uma cota de cerca de 900 metros de altitude nos contrafortes montanhosos da Cordilheira Central da ilha, nas imediações do Pico da Esperança.
Procede à drenagem de uma bacia hidrográfica que engloba os contrafortes desta elevação e também do Pico do Montoso.
Desagua no Oceano Atlântico depois de atravessar a Fajã do Negro com o Cais das Manadas à vista.